# Rio Pavuna
Rio Pavuna är ett vattendrag i Brasilien.   Det ligger i delstaten Rio de Janeiro, i den sydöstra delen av landet, 900 km sydost om huvudstaden Brasília.
Runt Rio Pavuna är det i huvudsak tätbebyggt. Runt Rio Pavuna är det mycket tätbefolkat, med 5 021 invånare per kvadratkilometer.